# Holoplatys oakensis
Holoplatys oakensis là một loài nhện trong họ Salticidae. Loài này được phát hiện ở Queensland.